# Yūko Fujiyama
Yūko Fujiyama (Japans: 藤山  裕子, Fujiyama Yūko) (Sapporo, 1954) is een Japanse jazzpianiste en componiste.

## Biografie
Fujiyama begon op haar vierde piano te spelen. In 1980 ontdekte ze pas de freejazz, na het horen van opnames van Jerome Cooper. Vanaf het begin van de jaren 90 speelde ze in de Amerikaanse freejazz-scene, met William Parker met wie ze in 1991 haar eerste opnames maakte (Song Cycle). Verder werkte ze samen met Ellen Christi, Lee Konitz, Thurman Barker, Wadada Leo Smith en drummer Brian Willson. Vanaf de late jaren 90 werkte ze met eigen groepen. Met Daniel Carter, Sabir Mateen, Susie Ibarra en Wilber Morris speelde ze in One World Ensemble. Verder werkte ze met het Yuko Fujiyama Quartet (met Reggie Nicholson, Roy Campbell, Wilber Morris) en het Yuko Fujiyama String Ensemble (met Mark Feldman en Tomas Ulrich). In de jazz speelde ze tussen 1991 en 2017 op tien opnamesessies.

## Discografie (selectie)
- Ellen Christi - Yuko Fujiyama - Masahiko Kono - Mauro Orselli: Reconstruction of Sound (Network, 1996)
- One World Ensemble: Breathing Together (Freedom Jazz, 1997)
- Yuko Fujiyama String Ensemble: Tag (CIMP, 1998)
- Yuko Fujiyama Quartet: Re-entry (CIMP, 2001)
- Night Wave (Innova, 2018), met Graham Haynes, Jennifer Choi, Susie Ibarra